# Parque Nacional Predelta
O parque nacional Predelta (ou Pré-delta) é uma área protegida da Argentina, localizada na província de Entre Ríos, 6 km a sul da localidade de Diamante, em La Azotea.

## Localização
Localiza-se a centro oeste da província de Entre Ríos, sobre a margem do rio Paraná, aos 32º07’S 60º37’W. Está em um setor de ilha muito próximo do lugar denominado La Azotea, e a zona é o começo do que se conhece como Delta do Paraná.
À localidade de Diamante chega-se a partir da cidade de Paraná, localizada a 44 km de distância. A partir daí, toma-se um caminho de seis quilômetros de terra e até La Jaula e La Azotea, que se encontram nas proximidades do parque.

## Criação
Durante o governo de Humberto Ré (UCR), mediante a ordem 14/87, sancionada em 7 de maio de 1987, a municipalidade de Diamante doou 2.458 ha para a criação do parque nacional. Através da lei n° 8.491, sancionada em 23 de julho de 1991, a província de Entre Ríos convalidou a cessão das terras ao Estado nacional.
O parque em si foi criado pela Lei nº 24.063 de 19 de dezembro de 1991, efetivamente promulgada em 13 de janeiro de 1992 e publicada no Boletim Oficial de 20 de janeiro de 1992.
A finalidade do parque é de preservar uma parte dos ambientes do delta superior do rio Paraná.
Segundo a resolução nº 122/98 de 20 de agosto, a Administração de Parques Nacionais da Argentina publicou a Lista de Vertebrados de Valor Especial do parque nacional Predelta, composta por 10 aves, 5 mamíferos, 3 répteis, e um anfíbio.

Mediante a lei provincial N.° 10,196, sancionada em 20 de dezembro de 2012, foi desafetado de outros usos o chamado Campo Coronel Sarmiento, de 146 ha, pertencente ao Exército Argentino. Essa área deverá ser transferida ao domínio do Estado Nacional, que deverá incorpora-la ao parque nacional Predelta antes do 8 de janeiro de 2017.

## Geografia
Os ambientes da área são: o albardón, que é a zona de maior altura, onde se encontra a floresta em galeria, a lagoa que é um espelho de água livre, e o banhado, que são zonas baixas e alagadiças. Este parque nacional é composto de terra firme, costa alagada e ilhas que possuem representantes doso sistemas de albardons, braços mortos e praias arenosas.
O parque é totalmente delimitado por cursos fluviais, e compreende um trecho do rio Paraná e três ilhas: "del Ceibo", "las Mangas" e "del Barro". Os cursos de água navegáveis, são os seguintes: Arroio La Azotea, Riacho Vapor Viejo (onde naufragou um barco britânico), e Arroio Las Mangas (desde seu nascimento até o Posto Operativo Las Mangas), Saca Calzones e La Azotea.
O pre-delta é o início de um conjunto de ilhas formadas pelos sedimentos que circulam no rio Paraná e em seus afluentes. O Delta do rio Paraná nasce ali e desemboca no Rio da Prata, possuindo cerca de 300 km de comprimento e até 40 km de largura, com superfície total de aproximadamente 1.200.000 ha.
O parque nacional Predelta compreende uma parte da ecorregião do delta e das ilhas do Rio Paraná por sua vez compreende uma zona de ilhas baixas e inundáveis, compreendidas dentro dos vales de inundação dos cursos médios dos rios Paraná e Paraguai. Essas ilhas são albardons com montes, cujo interior é uma pequena depressão, na qual pode haver corpos de água e lagoas.
O clima da região é húmido e subtropical, graças à influência moderadora do rio. A temperatura média anual é de 19 ºC.

## Clima
Mesmo que a área possua um clima temperado sub-húmido, as águas do rio Paraná e dos tributários do Rio da Prata produzem um efeito moderador que influi nas principais variáveis climáticas, convergindo para um clima de tipo subtropical húmido. Essa é uma das principais razões que fizeram da zona um oásis subtropical em latitudes propícias para outro tipo de flora, como a que aparece em zonas adjacentes.

## Flora e fauna

### Fauna
A fauna é composta principalmente por mamíferos e répteis aquáticos, e por aves. Entre os mamíferos destacam-se as capivaras (Hydrochoerus hydrochaeris), cujas pegadas podem ser observadas pelas trilhas do parque, as lontras (Lutrinae) e as Lontras-neotropicais (Lontra longicaudis). Entre os répteis destacam-se o Jacaré-de-papo-amarelo (espécie que se achava estava extinta na região), o Teiú-branco (Tupinambis teguixin) e o Cágado-cinza.
As espécies de aves são muito variadas, destacando-se o João-de-pau (que constrói seus ninhos com palitos, que flutuam sobre a água), patos (Anatidae), carões(Aramus guarauna), Chaunas torquata (Chauna torquata), Ciconiiformes (Ciconiidae), Ardeidae (Ardeidae) e também Guarda-rios (Chloroceryle sp.), os quais abundam e são de fácil observação, motivo pelo qual se converteram na espécie mais representativa do parque.

### Flora
O sector de ilhas tem florestas de Corticeira de Acacia multiflora. As partes baixas são cobertas por densas campinas de palha de techar e palha boba, existindo alguns espelhos de água.

## Administração
Segundo a resolução nº 126/2011 da Administração de Parques Nacionais da Argentina, datada de 19 de maio de 2011, dispôs-se que o parque fosse enquadrado na categoria III de áreas protegidas da UICN, e que fosse dirigido por um intendente, ao qual respondem quatro departamentos (Administração, Obras e Manutenção, Guarda-parques Nacionais e Conservação e Uso Público) e a Divisão "Despacho e Mesa de Entradas, Saídas, e Notificações".

## Atividades
Devido às características do parque, principalmente formado por ilhas, a maioria das atividades são realizadas em embarcações adequadas. No entanto, a Administração de Parques Nacionais criou no sítio La Jaula dois caminhos interpretativos e um acampamento, no qual há fogões que podem ser usados pelos visitantes.

## Área Recreativa Sítio "La Jaula"
Combinação de ambientes aquáticos (lagoas, arroios, banhados) junto com os de barrancas, que juntos apresentam um elemento de grande beleza e conferem um atrativo cênico muito particular ao parque nacional. Nela são representados os ambientes característicos do resto do Parque Nacional. 

## Zonas de lagoas
- Espelhos de águas livres que variam em extensão, cobertas por uma variada vegetação aquática flutuante, destacando-se o irupé (da família da Vitória-régia) por suas chamativas folhas circulares e por suas flores.
- Aves aquáticas; incluindo três espécies de martim-pescador, sendo o Martim-pescador-grande a espécie emblemática deste parque nacional.
- Mamíferos de hábitos aquáticos como a capivara, o maior roedor do mundo, e o Myocastor coypus ou lontra-roedora, são espécies abundantes.
- Peixes: Curimbata, Doradidae, Siluriformes, bogas, Peixe-palmito, surubi-dourado, etc.

## Zona de barrancas
Com características próprias diferenciadas das da área insular, de forte inclinação e sem inundações. A barranca forma um corredor para espécies vegetais subtropicais: Myrtaceae, Capororoca, Zanthoxylum, Nectandra, etc. É a zona procurada pelos carpinchos em épocas de inundações, possuindo também uma importante variedade de aves, com mais de 120 espécies catalogadas.